# Élection présidentielle israélienne de 1952
L'élection présidentielle israélienne de 1952 se déroule le 8 décembre 1952 afin que les membres de la Knesset désignent le président de l'État d'Israël. Le président Chaim Weizmann est décédé le 9 novembre 1952. Yosef Sprinzak assure l'intérim. Yitzhak Ben-Zvi est devient le 2e président d'Israël.

## Résultats
| Candidat     | Candidat          | Parti            | Voix     | Voix    | Voix    |
| Candidat     | Candidat          | Parti            | 1er tour | 2e tour | 3e tour |
| ------------ | ----------------- | ---------------- | -------- | ------- | ------- |
|              | Yitzhak Ben-Zvi   | Mapaï            | 48       | 48      | 62      |
|              | Mordechai Nurock  | Mizrahi          | 15       | 15      | 40      |
|              | Yitzhak Gruenbaum | Indépendant      | 17       | 18      | 5       |
|              | Peretz Bernstein  | Sionisme général | 18       | 18      |         |
| Votes blancs | Votes blancs      | Votes blancs     | 12       | 12      | 5       |
| Total        | Total             | Total            | 110      | 111     | 112     |